# Nina Høiberg
Nina Høiberg (født 17. februar 1956) er en mangedobbelt dansk mester i skak for kvinder.
Høiberg vandt sit første DM i 1974, og det er blevet til i alt otte individuelle danmarksmesterskaber i perioden 1974-1993. Hun opnåede i 1985 titlen som WIM – kvindelige international mester.
I november 2015 tog Nina Høiberg det eneste hele danske point i tredje runde ved hold-EM i Reykjavik. I 1-3 nederlaget mod Østrig slog Nina Høiberg WGM (kvindelig stormester) Regina Theissl Pokorna (2355).